# Органические тиоцианаты
Органи́ческие тиоциа́наты (органи́ческие родани́ды) — производные тиоциановой кислоты с общей формулой R−S−C≡N. Наиболее известны тиоцианаты с алкильными и арильными заместителями.

## Свойства и реакционная способность
Низшие алифатические тиоцианаты – бесцветные жидкости, зачастую имеющие слабый запах лука-порея, высшие и ароматические тиоцианаты – высококипящие жидкости или твёрдые вещества. Тиоцианаты нерастворимы в воде, растворимы в органических растворителях.
В ИК-спектрах органических тиоцианатов обнаруживается характеристическая полоса поглощения в области 2130—2160 см−1, относящаяся к тройной связи C≡N.
Тиоцианаты термодинамически нестабильны и при нагревании или перегонке изомеризуются в более устойчивые изотиоцианаты.
Органические тиоцианаты реагируют с окислителями. Азотная кислота переводит их в сульфокислоты, водный раствор хлора — в сульфохлориды, пероксокислоты — в сульфоцианиды:
{\displaystyle {\mathsf {RSCN{\xrightarrow[{}]{HNO_{3}}}RSO_{3}H}}}
{\displaystyle {\mathsf {RSCN{\xrightarrow[{}]{Cl_{2},H_{2}O}}RSO_{2}Cl}}}
{\displaystyle {\mathsf {RSCN{\xrightarrow[{}]{R'CO_{2}OH}}RSO_{2}CN}}}
Восстановители (алюмогидрид лития, сульфид натрия, натрий в жидком аммиаке, борогидрид натрия и другие) превращают тиоцианаты в тиолы. Взаимодействие тиоцианатов со щелочами приводит к дисульфидам:
{\displaystyle {\mathsf {RSCN+OH^{-}\rightarrow RS^{-}+HOCN}}}
{\displaystyle {\mathsf {RSCN+RS^{-}\rightarrow RSSR+CN^{-}}}}
При гидролизе тиоцианатов в кислой среде происходит образование тиокарбаматов, реакция является методом синтеза тиокарбаматов по Реймшнайдеру:
Тиоцианаты реагируют со спиртами в присутствии хлороводорода. Продуктами реакции являются гидрохлориды эфиров иминотиоугольных кислот, являющиеся кристаллическими веществами и применяемые для идентификации исходного тиоцианата; далее при стоянии эти соли иминотиоэфиров образуют тиокарбаматы с отщеплением алкилгалогенида или могут быть превращены в иминотиокарбаматы под действием основания. При проведении реакции со спиртами в присутствии серной кислоты, не обладающей нуклеофильными свойствами и не способной к присоединению по тройной связи тиоцианатов в отличие от хлороводорода, происходит образование N-замещенных тиокарбаматов .
Арилтиоцианаты способны вступать в реакции циклизации как по атому азота, так и по атому углерода:

## Получение и применение
Общий способ синтеза алифатических тиоцианатов заключается во взаимодействии роданидов щелочных металлов с органическими галогенидами, сульфатами или сульфонатами:
{\displaystyle {\mathsf {RX+SCN^{-}\rightarrow RSCN+X^{-}}}}
Реакция обычно протекает по механизму нуклеофильного замещения SN2. Выход целевого продукта при этом методе достигает 70 %. 
В случае возможности образования устойчивого карбокатиона из исходного алкилгалогенида реакция с роданид-ионом протекает по механизму SN1, при этом наряду с тиоцианатами также образуются изомерные им изотиоцианаты:
{\displaystyle {\mathsf {R^{+}+SCN^{-}\rightarrow RSCN}}}
{\displaystyle {\mathsf {R^{+}+SCN^{-}\rightarrow RNCS}}}
Ароматические тиоцианаты могут быть синтезированы из диазониевых солей и роданида по реакции Зандмейера:
{\displaystyle {\mathsf {ArN_{2}^{+}+SCN^{-}\ {\xrightarrow[{-N_{2}}]{Cu^{+}}}\ ArSCN}}}
Органические тиоцианаты применяются как инсектициды и протравители семян, также используются для стабилизации хлорпроизводных углеводородов, смазок и эмульгаторов.

## Биологическая роль
Как правило, органические тиоцианаты малотоксичны, однако метилтиоцианат и этилтиоцианат являются высотоксичными веществами и лакриматорами.